# Alfred Breslauer
Franz Friedrich Alfred Breslauer (* 23. Juni 1866 in Berlin; † 19. März 1954 in Zürich) war ein deutscher Architekt jüdischer Herkunft.

## Leben

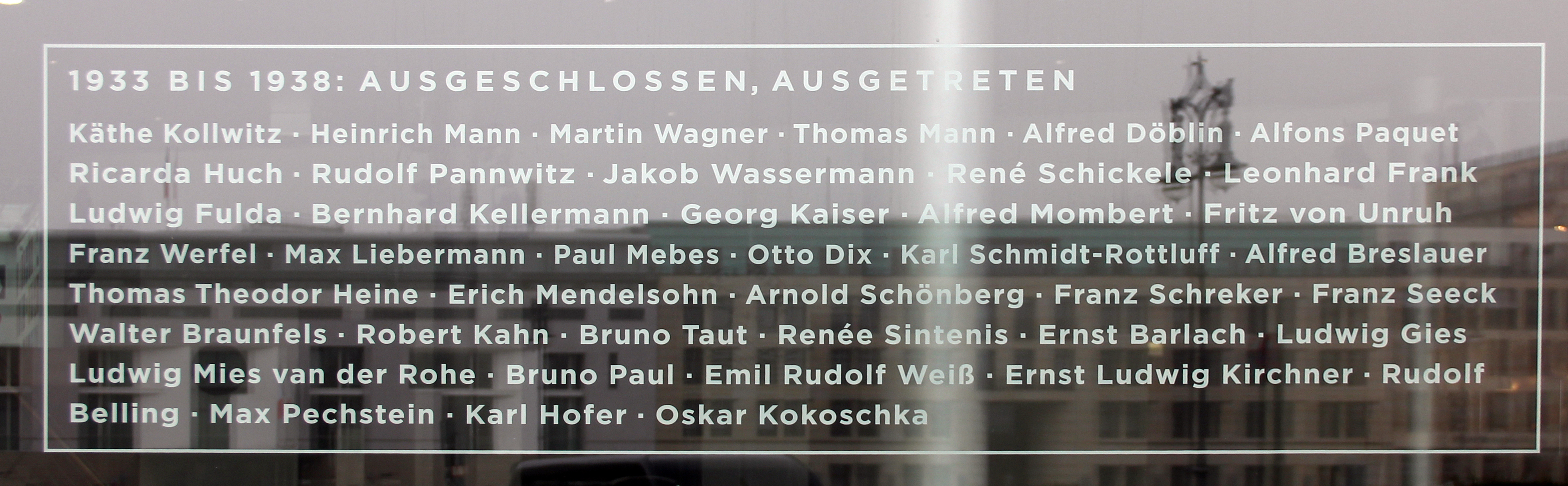
Gedenktafel am Haus Pariser Platz 4 in Berlin-Mitte

Alfred Breslauer studierte Architektur an der Technischen Hochschule Charlottenburg. Während seines Studiums wurde er Mitglied im Akademischen Verein Motiv. Nach seinem Studium war er zunächst als Referendar und Assessor im preußischen Staatsdienst tätig, u. a. im preußischen Ministerium der öffentlichen Arbeiten in Berlin. 1897 verließ er den Staatsdienst und wurde Mitarbeiter des bekannten Architekten Alfred Messel.
Von 1901 bis 1934 arbeitete er selbstständig mit dem Architekten Paul Salinger – seinem Schwager – zusammen.
1921 wurde Breslauer als Mitglied in die Preußische Akademie der Künste berufen. Am 9. Dezember 1933 wurde er wegen seiner jüdischen Abstammung aus der Akademie ausgeschlossen. Der Ausschluss wurde im November 1945 rückgängig gemacht.
Breslauer war in erster Ehe mit Friederike Lessing und in zweiter Ehe mit Dorothea Lessing verheiratet, beide Töchter des Kunsthistorikers Julius Lessing. Seine älteste Tochter war Agathe Saulmann, eine weitere die Fotografin und Kunsthändlerin Marianne Breslauer (1909–2001).
Alfred Breslauer und seine Frau konnten 1939 vor der nationalsozialistischen Verfolgung in die Schweiz fliehen.

## Werk

### Bauten
Von Breslauer entworfene Gebäude sind noch zahlreich in Berlin zu finden, einige davon stehen unter Denkmalschutz.
Das in den Jahren 1903 und 1904 von Breslauer und Salinger errichtete Kaufhaus R. M. Maaßen am Oranienplatz in Berlin-Kreuzberg war nach Selbstdarstellung des Unternehmens Deutschlands „größtes Spezialhaus für Damenbekleidung“. Es wurde 1938 verändert, im Krieg schwer beschädigt und in den 1950er Jahren vollständig umgebaut. Von 2002 bis 2004 wurde das Haus unter Annäherung an das ursprüngliche Erscheinungsbild saniert.
Für den Arzt Ernst Unger errichteten die Architekten Breslauer und Salinger 1905 in Berlin-Tiergarten eine fünfgeschossige Privatklinik. Das Gebäude trägt heute den Namen Haus Unger.
Die von 1906 bis 1907 ebenfalls von Breslauer und Salinger errichtete Villa für den Bankier Carl Joerger am Pohlesee in Berlin-Wannsee steht ebenfalls unter Denkmalschutz und wird als Jugendbildungsstätte wannseeForum genutzt.
Weitere Bauten
- 1898: Geschäftshaus für die „Polnische Apotheke“, Friedrichstraße 153a in Berlin-Mitte (unter Denkmalschutz)[8]
- 1900–1901: Landhaus Friedrich-Engels-Straße 5 in Berlin-Niederschönhausen (unter Denkmalschutz)[9]

(ab 1901 in Büro Breslauer und Salinger)
- 1901: Zweifamilienwohnhaus-Zeile „Rote Häuser“ in Berlin-Gesundbrunnen, Prinzenallee 46a–46h (im Auftrag von Hugo Heimann, einzelne Häuser dann im Eigentum von Karl Liebknecht, Paul Singer und anderen SPD-Kommunalpolitikern)[10]
- 1906: Villa Hoffmannstraße 11 in Berlin-Treptow (unter Denkmalschutz)[11]
- 1907–1908: Geschäftshaus Friedländer, Unter den Linden 67 in Berlin-Mitte (unter Denkmalschutz)[12]
- 1907–1908: Landhaus Cimbernstraße 36 in Berlin-Nikolassee (unter Denkmalschutz)[13]
- 1911: Landhaus auf Schwanenwerder für den Bankier Georg Solmssen[14]
- 1912–1913: Landhaus Katharinenhof in Gransee[15]
- 1913: Landhaus Selchow für Paul Mankiewitz in Storkow (Mark)
- 1913–1914: Villa für den Bankier Fritz Andreae, nach 1945 genannt Villa Paicos, Kronberger Straße 7–9 in Berlin-Grunewald (mit Gartenanlage unter Denkmalschutz)[16][17]
- 1928: Villa Griegstraße 5/7 in Berlin-Grunewald (heute Kuwaitische Botschaft)
- 1928–1930: Herrenhaus auf Gut Bärenklau, genannt „Schloss Bärenklau“[18][19]
- 1931: Villa Bellerive in Zürich (heute ZAZ-Bellerive, Zürcher Architekturzentrum)[20]

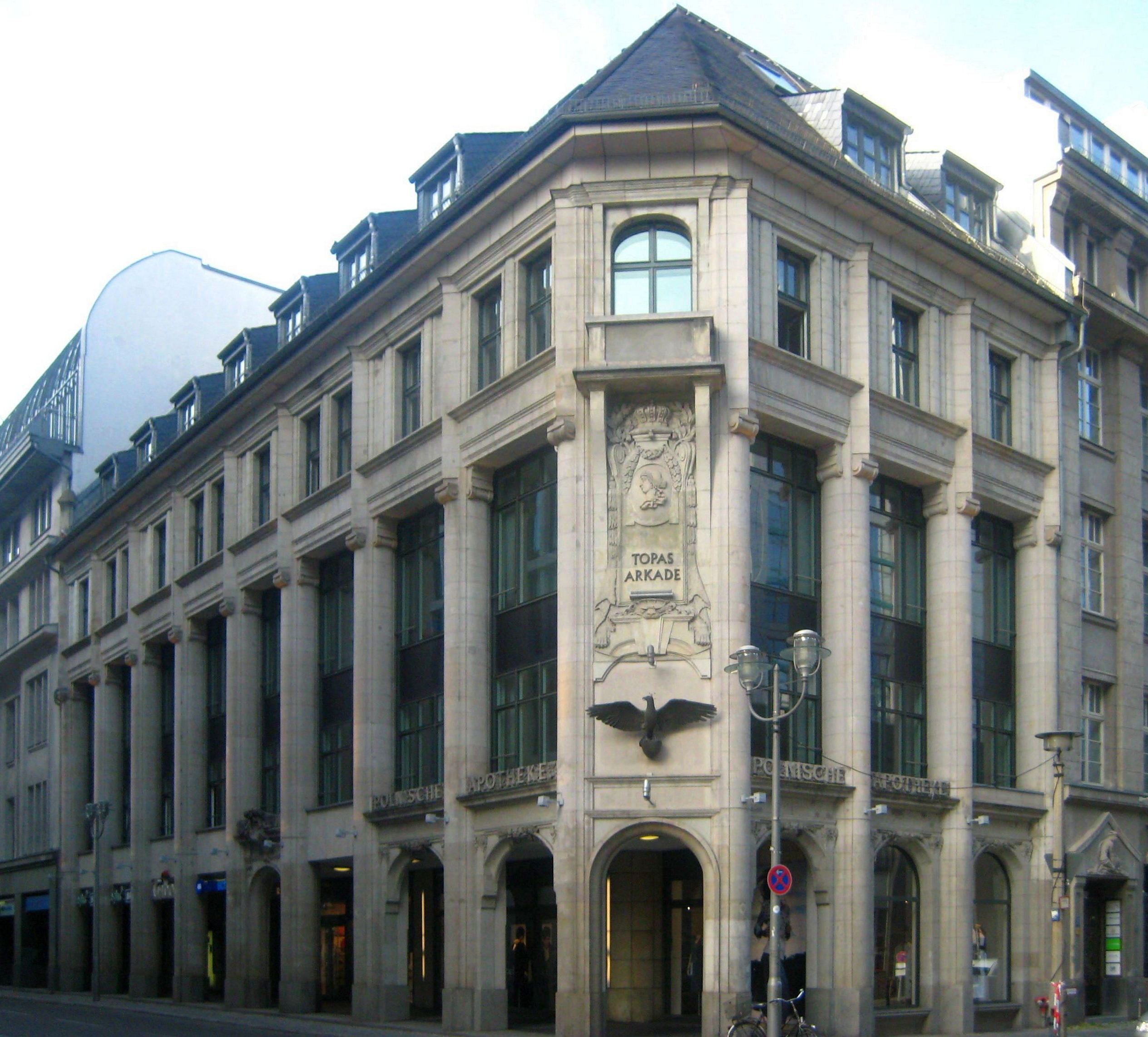
Polnische Apotheke
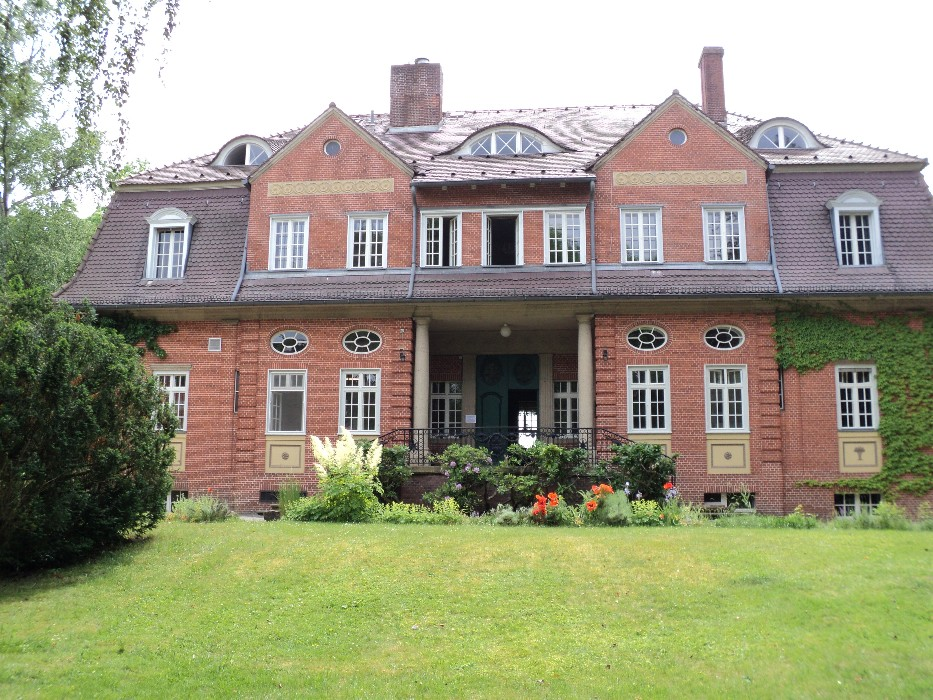
Wannseeforum
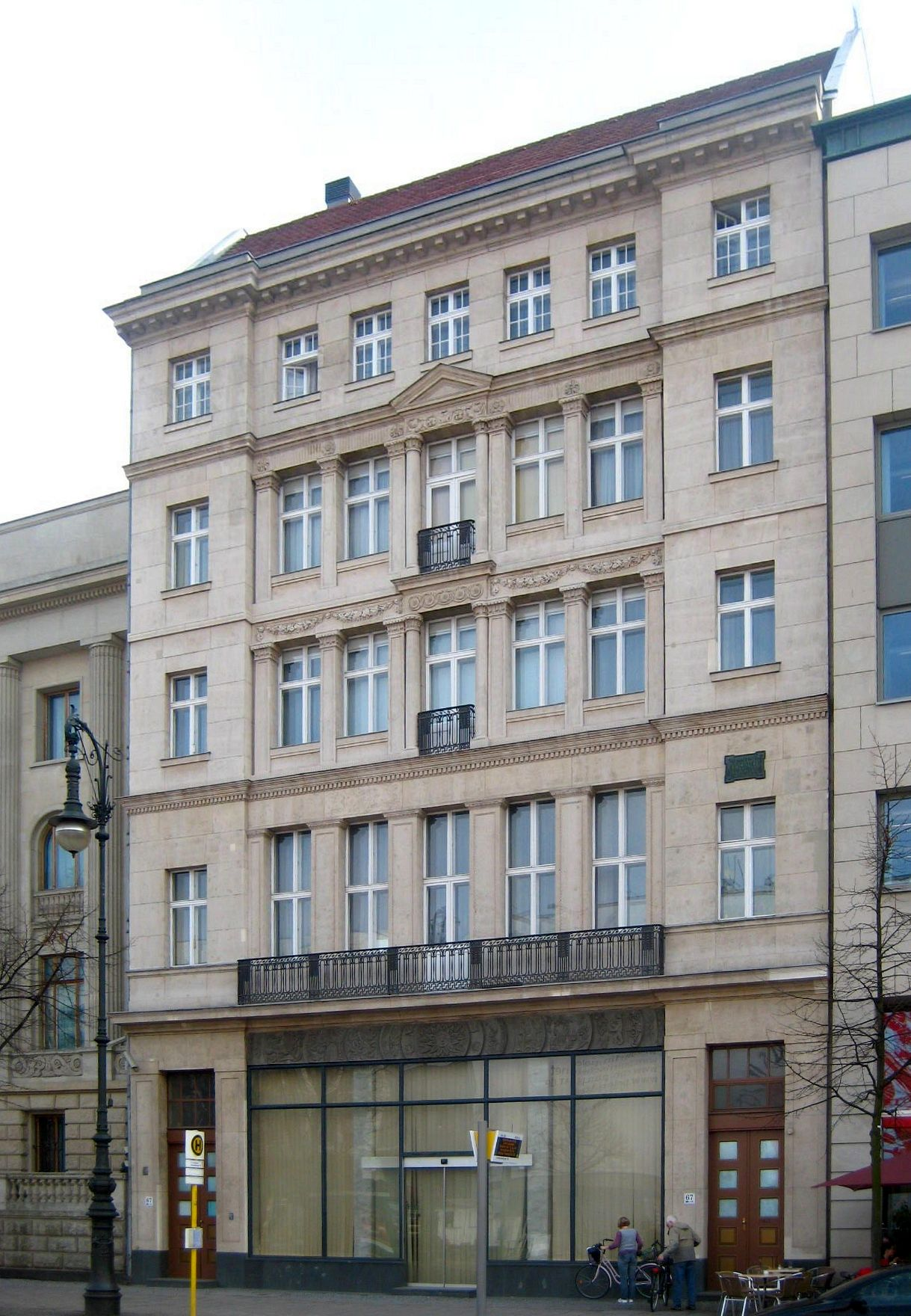
Geschäftshaus Friedlaender
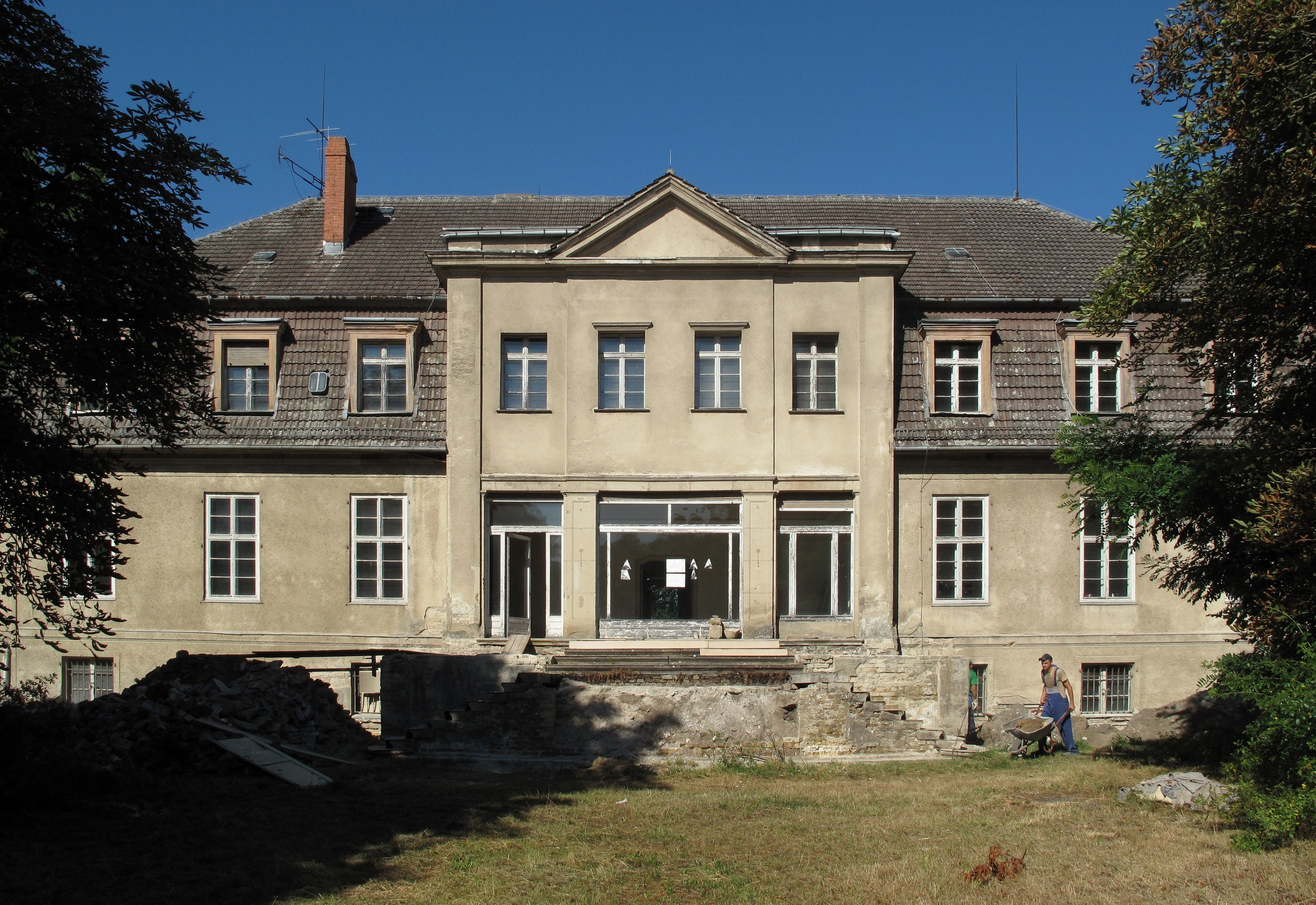
Landhaus Selchow, Storkow
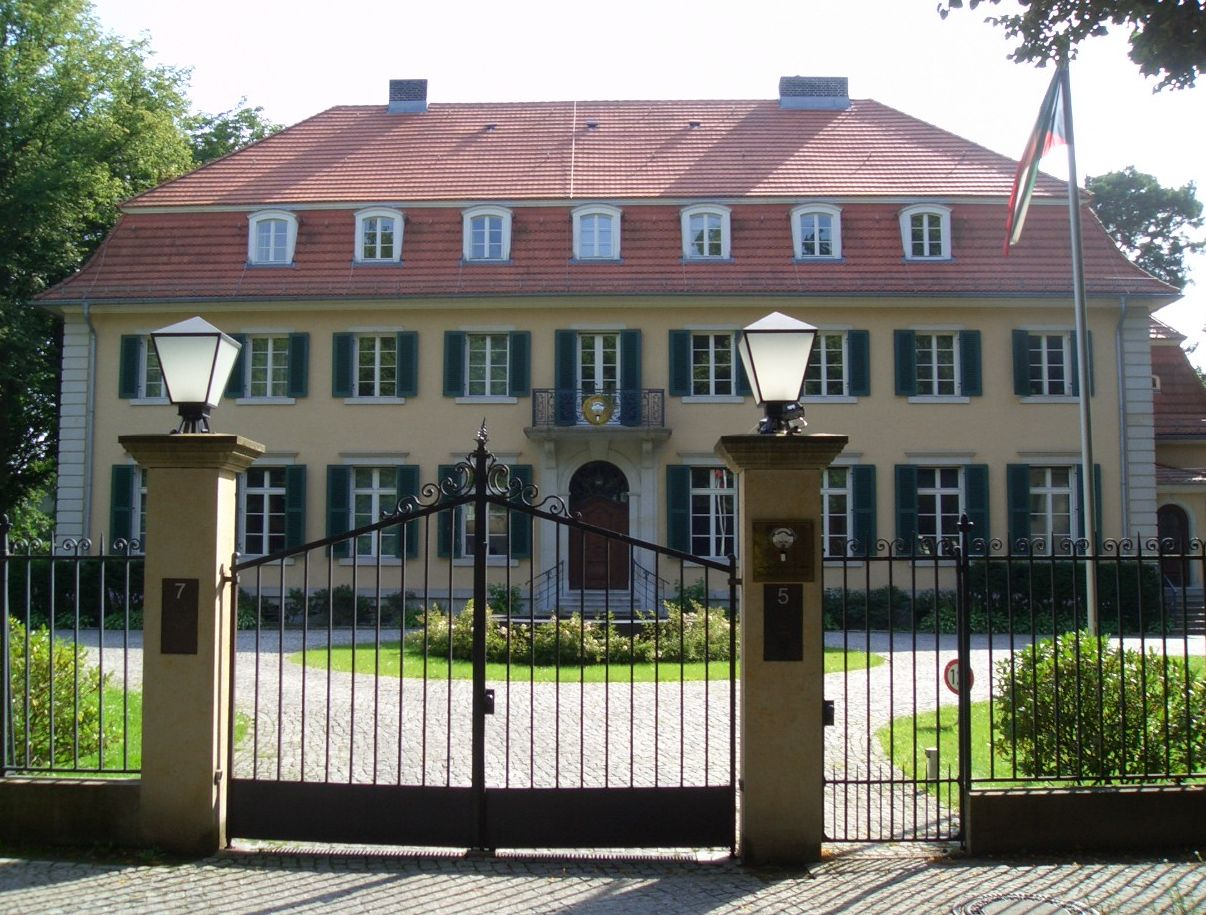
Kuwaitische Botschaft
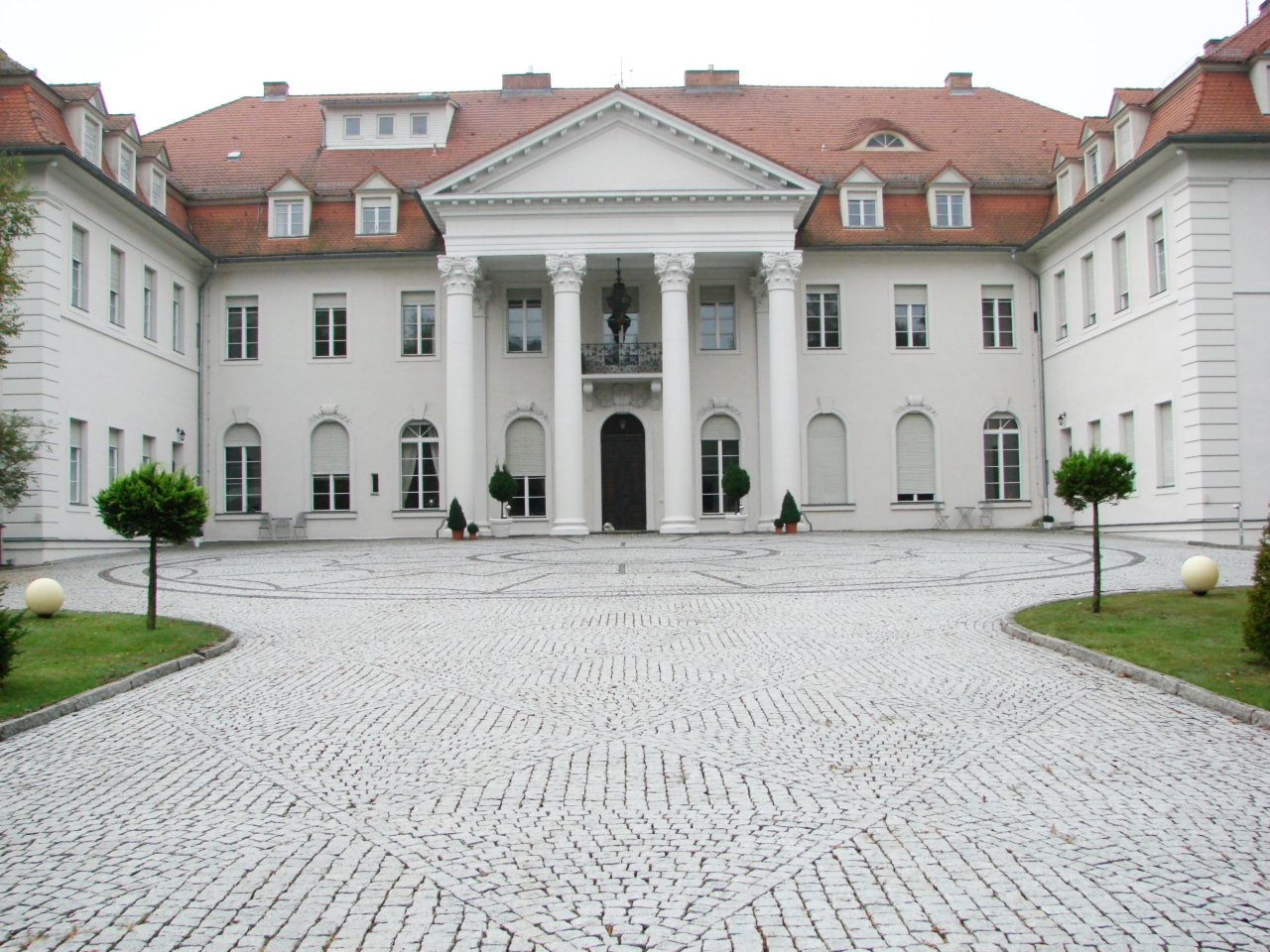
„Schloss Bärenklau“
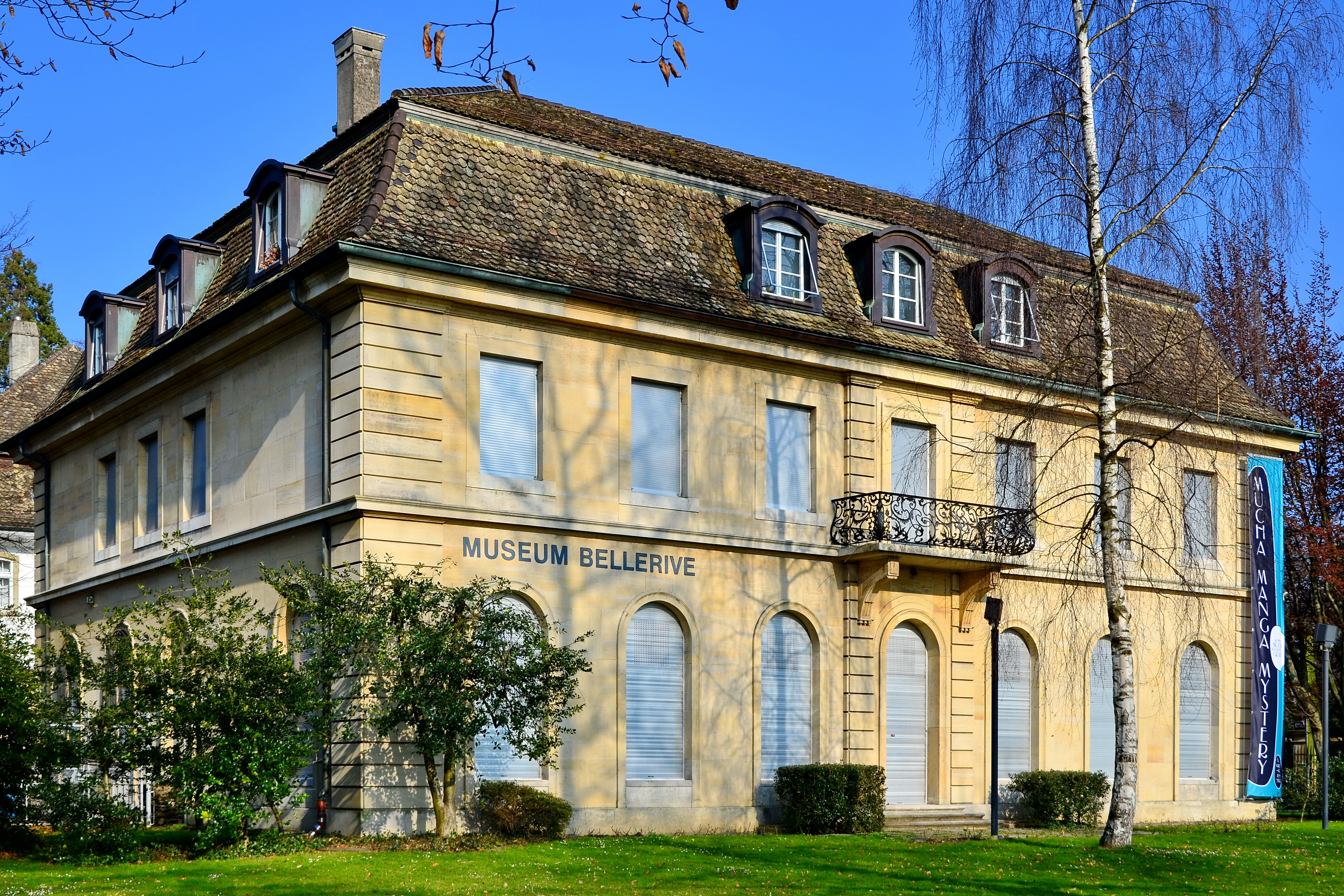
Villa Bellerive

### Veröffentlichung
- Ausgeführte Bauten 1897–1927. Julius Bard, Berlin 1927.